# Установка дегідрогенізації пропану в Ульсані (Taekwang)
Установка дегідрогенізації пропану в Ульсані (Taekwang) — виробництво нафтохімічної промисловості у Південній Кореї, створене компанією Taekwang.
Другий за масовістю продукт органічної хімії — пропілен — традиційно отримували разом з етиленом шляхом парового крекінгу або як супутній продукт із газів нафтопереробки. Втім, існує можливість його випуску на спеціалізованих установках, передусім за технологією дегідрогенізації пропану. Такі виробництва почали з'являтись наприкінці 20-го століття, і одним з них стала установка компанії Taekwang в Ульсані (великий промисловий центр на південно-східному узбережжі Південної Кореї). Введена в експлуатацію у 1996 році, вона стала одним із піонерів свого сектору, послідувавши за таїландським заводом у Мап-Та-Пхут, підприємством концерну Hyosung там же в Ульсані, установкою в бельгійському Калло та невеликим виробництвом у малазійському Гебензі.
Установка Taekwang мала потужність у 250 тисяч тонн на рік (останнім часом цей показник зазначається як 300 тисяч тонн) та використовувала технологію компанії UOP (Honeywell). Особливістю проекту є те, що пропілен призначався не для полімеризації (дегідрогенізація дає саме придатний для цього продукт високої якості — polymer-grade-propylene), а мав надходити на виробництво акрилонітрилу (використовується у промисловості синтетичних волокон та каучуку, а також цілому ряді інших виробничих процесів).
Оскільки гідрогенізація забезпечує попутне отримання водню (відщеплення його атомів від пропану і становить суть процесу), у 2012 році Taekwang запустила на площадці в Ульсані виробництво пероксиду водню.